# Laccophilus fragilis
Laccophilus fragilis är en skalbaggsart som beskrevs av Sharp 1887. Laccophilus fragilis ingår i släktet Laccophilus och familjen dykare. Inga underarter finns listade i Catalogue of Life.